# Simjung
Simjung (nep. सिमजुङ) – gaun wikas samiti w zachodniej części Nepalu w strefie Gandaki w dystrykcie Gorkha. Według nepalskiego spisu powszechnego z 2001 roku liczył on 722 gospodarstw domowych i 3851 mieszkańców (2016 kobiet i 1835 mężczyzn).